# Музей Бернда Розенхайма
Музей Бернда Розенхайма (нем. Rosenheim-Museum) — музей современного искусства, существовавший в городе Оффенбах-ам-Майн с апреля 2008 по май 2011 года; был назван в честь художника Бернда Розенхайма, родившегося в 1931 году в Оффенбахе; в 1993 году был основан фонд «Bernd und Gisela Rosenheim-Stiftung», который через десять лет приобрёл неоклассическую виллу «Villa Jäger», построенную в 1873 году и являющуюся памятником архитектуры — и перестроил её; музей закрылся в связи с нехваткой финансирования; несмотря на закрытие выставочного пространства, фонд Розенхайм продолжает вручать премию в области современного искусства.

## История и описание
Музей Бернда Розенхайма был открыт в городе Оффенбах-ам-Майн 11 апреля 2008 года — его основателем выступил художественный фонд Бернда и Гизелы Розенхайм (Bernd und Gisela Rosenheim-Stiftung), созданный в 1993 году; музей современного искусства был назван в честь художника и скульптора Бернда Розенхайма, родившегося в городе в 1931 году и известного также как режиссер документальных фильмов.
Ещё в 2003 году фонд приобрел у городской администрации виллу Ягер (Villa Jäger), расположенную в местном парке Драйайх и являвшуюся памятником архитектуры; фонд модернизировал здание, преобразовав его в выставочное пространство. Первая выставки прошла в здании ещё во время проведения ремонта — в 2007 году; выставкой-открытием стала экспозиция поздних работы Розенхайма «Die Maske des Mythos. Späte Arbeiten von Bernd Rosenheim». Из-за недостатка финансирования музей был закрыт в мае 2011 года, а в конце 2012 года здание было продано частному инвестору. За недолгое время своего существования музей успел провести несколько масштабных мероприятий: в частности, в его стенах прошла временная групповая выставка «Orient — Okzident» (2011) и две персональные (2010): Михаэля Моргнера («Michael Morgner — Spuren — Plastiken, Bilder, Grafiken») и Ёнбо Чжао («Yongbo Zhao — Meisterwerke und Radierungen»).
Несмотря на закрытие площадки фонд Розенхайм не прекратил своего существования и деятельности по продвижению современного искусства: он продолжает вручать художественную премию. Так в 2014 году церемония вручения проходила городском краеведческом музее «Haus der Stadtgeschichte»; приз включал и денежную составляющую в размере 5000 евро. Фонд продолжает владеть и коллекцией работ Розенхайма, ранее составлявших постоянную часть музейной экспозиции.